# Rhesala diminutiva
Rhesala diminutiva är en fjärilsart som beskrevs av Walker 1865. Rhesala diminutiva ingår i släktet Rhesala och familjen nattflyn. Inga underarter finns listade.